# ميشال ألار
ميشال ألار (بالفرنسية: Michel Allard)‏ Michel Allard (1343 - 1396 هـ / 1924 – 1976 م) هو مستشرق فرنسي من الآباء اليسوعيين.
أهم آثاره: «مشكلة صفات الله في مذهب الأشعري وكبار تلاميذه الأوائل» Le Probleme des attributes divins dans la doctrine d'al-Ash'ari et de ses premiers grands disciples, Beyrouth, 1965.
رودولف اشتروطمن (بالألمانية: Rudolf Strothmann) (1877 - 1960 م) هو مستشرق ولاهوتي ألماني اهتم خصوصاً بالمذاهب الباطنية في الإسلام.